# 파도가 지나간 자리
《파도가 지나간 자리》(영어: The Light Between Oceans)는 2016년 공개된 미국의 드라마 영화로, M. L. 스테드먼의 소설 《바다 사이 등대》를 원작으로 한다. 데릭 시언프랜스 감독이 연출하고 마이클 패스벤더와 알리시아 비칸데르가 주인공 셔본 부부, 레이철 바이스가 해나 역을 연기한다. 제73회 베네치아 영화제에서 2016년 9월 초연되었고 그 다음달에 미국, 영국에 개봉하였다.

## 출연
- 마이클 패스벤더 - 톰 셔본
- 알리시아 비칸데르 - 이저벨 셔본
- 레이철 바이스 - 해나 로언펠트
- 캐런 피스토리어스 - 루시 / 그레이스 (성인)
- 플로렌스 클레리 - 루시 / 그레이스
- 조지 진 개스코인(Georgie Jean Gascoigne) - 루시 / 그레이스 (1살)
- 엘리엇, 이번젤린 뉴베리(Elliot and Evangeline Newbery) 루시 / 그레이스 (갓난 아기)
- 베네딕 하디(Benedict Hardie) - 해리 가스톤
- 에밀리 바클리 - 그웬 포츠
- 앤서니 헤이스 - 버넌 너키
- 리언 포드 - 프랭크 로언펠트
- 잭 톰슨 - 랠프 애디컷
- 브라이언 브라운 - 셉티머스 포츠
- 스티븐 우레 - 네빌
- 엘리자베스 호손 - 해스럭 부인
- 제프리 토머스 - 시릴
- 마샬 네이피어 - 코프란
- 미리암 누난 - 메이지
- 에드윈 랜커셔 - 피아노 조율사
- 딘 모건티 - 술취한 군인
- 그레이엄 워먼 - 마을 사진사
- 힐러리 노리스 - 양호사
- 로젤라 하트 - 프레다
- 제랄드 브라이언 - 캡틴 퍼시
- 조나단 왁스태프 - 밥
- 토머스 엉거(Thomas Unger) - 블루이
- 제인 메닐레이어스 - 바이올럿 그레이스마크
- 개리 맥도널드 - 빌 그레이스마크